# Хризостом (Папаигнатиу)
Митрополит Хризостом (греч. Μητροπολίτης Χρυσόστομος, в миру Хрисо́стомос Папаигнати́у, греч. Χρυσόστομος Παπαϊγνατίου; 1905, Кидоние, Османская империя — 23 июля 1975, Афины, Греция) — епископ Элладской православной церкви (формально также Константинопольской православной церкви), митрополит Гревенский, ипертим и экзарх всей Македонии.

## Биография
В 1926 году был рукоположён в сан диакона, а в 1937 году — в сан пресвитера.
В 1945 году окончил Богословскую школу Афинского университета.
Нёс послушание в качестве секретаря Священного Синода Элладской православной церкви.
22 мая 1960 года был рукоположен в сан епископа и возведён в достоинство митрополита Гревенского.
Скончался 23 июля 1975 года в Афинах.